# Luciogobius pallidus
Luciogobius pallidus е вид лъчеперка от семейство Попчеви (Gobiidae).

## Разпространение
Видът е разпространен в Япония.